# Place publique
Place publique (kurz PP; deutsch „öffentlicher Platz“ oder im übertragenen Sinn „Öffentlichkeit“) ist eine linke, ökologische und pro-europäische Partei in Frankreich.

## Geschichte
Place publique wurde im November 2018 auf Initiative des Journalisten Raphaël Glucksmann, des Wirtschaftswissenschaftlers Thomas Porcher, der Umweltaktivistin Claire Nouvian und des Elsässer Lokalpolitikers Jo Spiegel (Bürgermeister von Kingersheim; ehemals PS-Mitglied) und 18 weiterer Gründungsmitglieder gegründet. Das selbsterklärte Ziel der Partei ist „ein demokratisches, solidarisches und ökologisches Europa“. Sie soll die politische Linke in Frankreich zusammenbringen und dabei eine Alternative zu La France insoumise darstellen.
Die Hälfte der 22 Gründungsmitglieder, darunter Porcher verließen die Bewegung im Vorfeld der Europawahl 2019 bereits wieder. Sie beklagten unter anderem eine starke Hierarchisierung der Partei, die zu einem „Fanclub für Raphaël Glucksmann“ verkommen sei und kritisierten die Zusammenarbeit mit der PS. Porcher selbst bezeichnete die Partei als „Liste von Apparatschiks, nicht Bürgern“.
Zur Europawahl 2019 trat Place publique im Rahmen der Liste Envie d’Europe écologique et sociale („Lust auf ein ökologisches und soziales Europa“) an. Auf dieser standen auch Kandidaten der Parti socialiste (PS), Parti radical de gauche (PRG) und der Partei Nouvelle Donne (einer linken Abspaltung der PS). Glucksmann war ihr Spitzenkandidat. Die Liste kam auf insgesamt 6,2 % der Stimmen. Damit wurden zwei Mitglieder von Place publique – Raphaël Glucksmann und Aurore Lalucq (eine Ökonomin und ehemaliges Mitglied von Europe Écologie-Les Verts) – ins Europäische Parlament gewählt.